# Opius salvini
Opius salvini är en stekelart som beskrevs av William Harris Ashmead 1894. Opius salvini ingår i släktet Opius och familjen bracksteklar. Inga underarter finns listade i Catalogue of Life.